# Michael Dorn (Schauspieler, 1968)
Michael Dorn (* 22. Dezember 1968 in Hannover; † 10. März 2012 in Berlin) war ein deutscher Schauspieler.

## Leben
Dorn war ab 2004 in verschiedenen Film- und Fernsehrollen zu sehen, darunter Gute Zeiten, schlechte Zeiten. Zu seinen letzten Rollen gehörte eine Hauptrolle in der ARD-Serie Heiter bis tödlich. Er spielte Hauptrollen in mehreren Kurzfilmen und trat in einigen Theaterproduktionen auf, darunter Criminal Hearts im Berliner Engelbrot, Dracula im TalTonTheater Wuppertal und Bassissimo in der Staatsoper Unter den Linden.
Am 10. März 2012 stellte seine Frau eine Vermisstenanzeige bei der Polizei, worauf diese seine Wohnung in Berlin-Moabit durchsuchte und einen Abschiedsbrief fand. Sein Auto fand die Polizei am 22. März nahe der Glienicker Brücke an der Havel. Am 6. April 2012 entdeckte ein Kanufahrer nahe der Glienicker Brücke die in der Havel treibende Leiche des Schauspielers.

## Filmografie

### Film
- 2004: Such mich nicht (Thriller)
- 2007: Sterben lernen (Kurzfilm)
- 2007: Kein Bund fürs Leben
- 2007: Sechs Tote Studenten
- 2009: Mondscheinsonate (Kurzfilm)
- 2009: Das Schweigen
- 2010: Drei
- 2010: Das letzte Schweigen
- 2010: Anonymus

### Fernsehen
- 2005: Dresden
- 2006: Das Sichtbare und das Unsichtbare
- 2006: Herzdamen
- 2006: Hinter Gittern – Der Frauenknast: Freund oder Feind (Fernsehserie)
- 2007: Verliebt in Berlin: Wolfhardts (Fernsehserie)
- 2008: Unschuldig: Isabella (Fernsehserie)
- 2008: Gute Zeiten, schlechte Zeiten (Fernsehserie)
- 2009: Die Grenze
- 2009: Glenn Martin, DDS
- 2011: Schicksalsjahre (Fernsehserie)